# イヴォンヌ・ペリー
イヴォンヌ・ペリー（Yvonne Perry、1966年10月23日 - ）は、アメリカ合衆国の女優。

## 出演作品
- Love Conquers Paul
- フローズン・ドリーム/煽情の殺人
- LAW & ORDER クリミナル・インテント
- 絹の疑惑 シルク・ストーキング
- 私立探偵マグナム